# Akcja Za Kotarą
Akcja Za Kotarą – akcja Armii Krajowej przeprowadzona 8 października 1943 roku w barze „Za kotarą” przy ul. Mazowieckiej 2 w Warszawie .

## Historia
Lokal „Za Kotarą” został otwarty w czasie okupacji niemieckiej przez osoby współpracujące z Gestapo. W wejściu wisiała ciężka czerwona kotara; taka sama osłaniała lokal od strony wystawy.
Celem akcji była likwidacja właściciela lokalu, Józefa Staszauera, oficera Oddziału V KG AK, który współpracował z Niemcami i był groźnym konfidentem Gestapo. W trakcie akcji żołnierze 993/W wdali się w strzelaninę z grupą agentów Gestapo, którzy prawdopodobnie w tym samym czasie odbywali spotkanie w barze „Za kotarą”. Mimo niesprzyjających warunków polscy żołnierze bez strat własnych zlikwidowali Staszauera wraz z jego żoną i szwagrem (nie ma dowodów na to, że rodzina Staszauera również współpracowała z Niemcami), jak również zabili siedmiu Niemców oraz ich konfidentów (w strzelaninie zginęły także cztery przypadkowe osoby).